# پیتر توئی‌آساسوپا
پیتر «نِیوی» توئی‌آساسوپا (انگلیسی: Peter "Navy" Tuiasosopo؛ زادهٔ ۱۹۶۳) بازیگر اهل ایالات متحده آمریکا است. وی از سال ۱۹۹۲ میلادی تاکنون مشغول فعالیت بوده‌است.
از فیلم‌ها یا برنامه‌های تلویزیونی که وی در آن نقش داشته است می‌توان به سریع و خشمگین، مبارز خیابانی، زبری لازم و ان‌سی‌آی‌اس اشاره کرد.